# Dora Ilse
Dorothea „Dora“ Ilse (* 9. Oktober 1898 in Bad Honnef; † 21. Oktober 1979 in München) war eine deutsche Biologin.

## Lebenslauf
Dora Ilse war eine Biologin, die über den Farbensinn der Tagfalter forschte.
Sie begann 1918 in Berlin und Göttingen ein Studium der Botanik und Zoologie. 1928 promovierte sie bei Alfred Kühn an der Universität Göttingen über den Farbensinn der Tagfalter.
Die Doktorarbeit führte zu einer Publikation, in der die Hauptergebnisse zusammengefasst sind. Ihre Arbeit wurde in Nature veröffentlicht
Von 1928 bis 1931 arbeitete sie als wissenschaftliche Assistentin am Erbbiologie-Archiv der Provinzial Kinderanstalt für seelisch Abnorme, eine der Vorgängerinnen der heutigen LVR-Klinik Bonn. Anschließend war sie von 1931 bis 1932 Gast am Kaiser Wilhelm Institut für Biologie in Berlin-Dahlem bei Richard Goldschmidt. Danach arbeitete sie von 1932 bis 1935 als private Hilfskraft am Zoologischen Institut der Universität München bei Karl von Frisch.
Nach der Machtergreifung der Nationalsozialisten 1933 in Deutschland und der folgenden Entfernung jüdischstämmiger Wissenschaftler aus der Universität emigrierte sie 1935 nach Großbritannien. Sie arbeitete dort zunächst als Biologielehrerin und von 1936 bis 1937 mit einem Stipendium der BFUW (British Federation of University Women). Ab 1944 arbeitete sie in der Industrieforschung bei Reckitt & Colman. Ein Treffen mit der indischen Anthropologin Iravati Karve (1905–1970) führte später zur Einladung auf eine akademische Stelle in Pune, Indien (1952–1955). Dort gründete sie das Zoologische Institut, das später in der Abteilung Zoologie der University of Poona (heute: Savitribai Phule Pune University) aufging. Sie veröffentlichte die englische Übersetzung von Karl von Frischs Buch Aus dem Leben der Bienen.
1955 kehrte sie in die Bundesrepublik Deutschland zurück. 1970 drehte sie den didaktischen Film Spontane Farbbevorzugung bei Tagfaltern, der von der IWF Wissen und Medien produziert wurde.
Über ihre letzten Jahre in Deutschland ist wenig bekannt. Dora Ilse starb 1979 in München.
Ihre Bibliographie befindet sich im Max-Planck-Archiv für Wissenschaftsgeschichte in Berlin.

## Experimente mit Tagfaltern

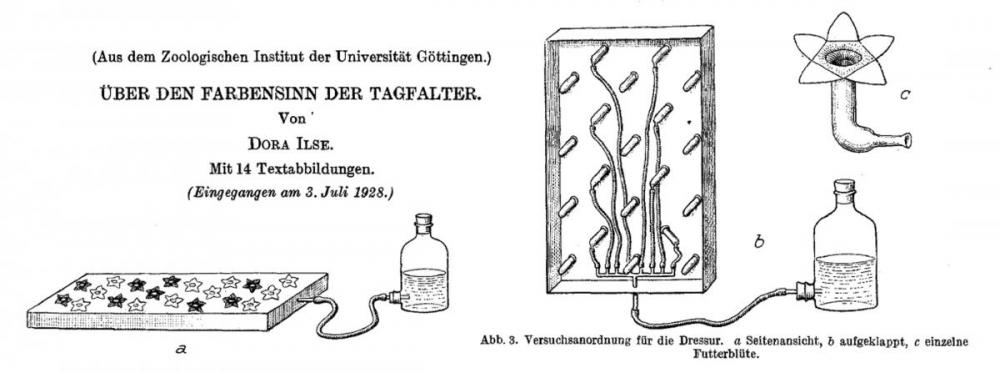
Versuchsaufbau von Dora Ilse zum Studium des Farbsinnes von Tagfaltern

Ihr Versuchsaufbau bestand aus einem Brett, auf dem farbige Papierstücke die Farben von Blumen simulierten, sehr ähnlich den Versuchen ihres vorherigen Betreuers Karl von Frisch. Futter war den Faltern nur einzeln über einen versteckten Schlauch, der mit dem Zuckerwasser verbunden war, erhältlich.

## Veröffentlichungen
- Über den Farbensinn der Tagfalter. In: Über den Farbensinn der Tagfalter. Springer, Berlin, Heidelberg, 1928. Volltext